# فتح طرابلس الشام (1289)
فَتحُ طرابُلس أو سُقُوطُ طرابُلس أو غزوُ طرابُلس، هو الاسمُ الذي أُطلِق على اسْتِردادِ طرابُلس عام 1289 من قبل المُسلمين مُمثلين بالمماليك بقيادة المنصور سيف الدين قلاوون .

## خلفية تاريخية

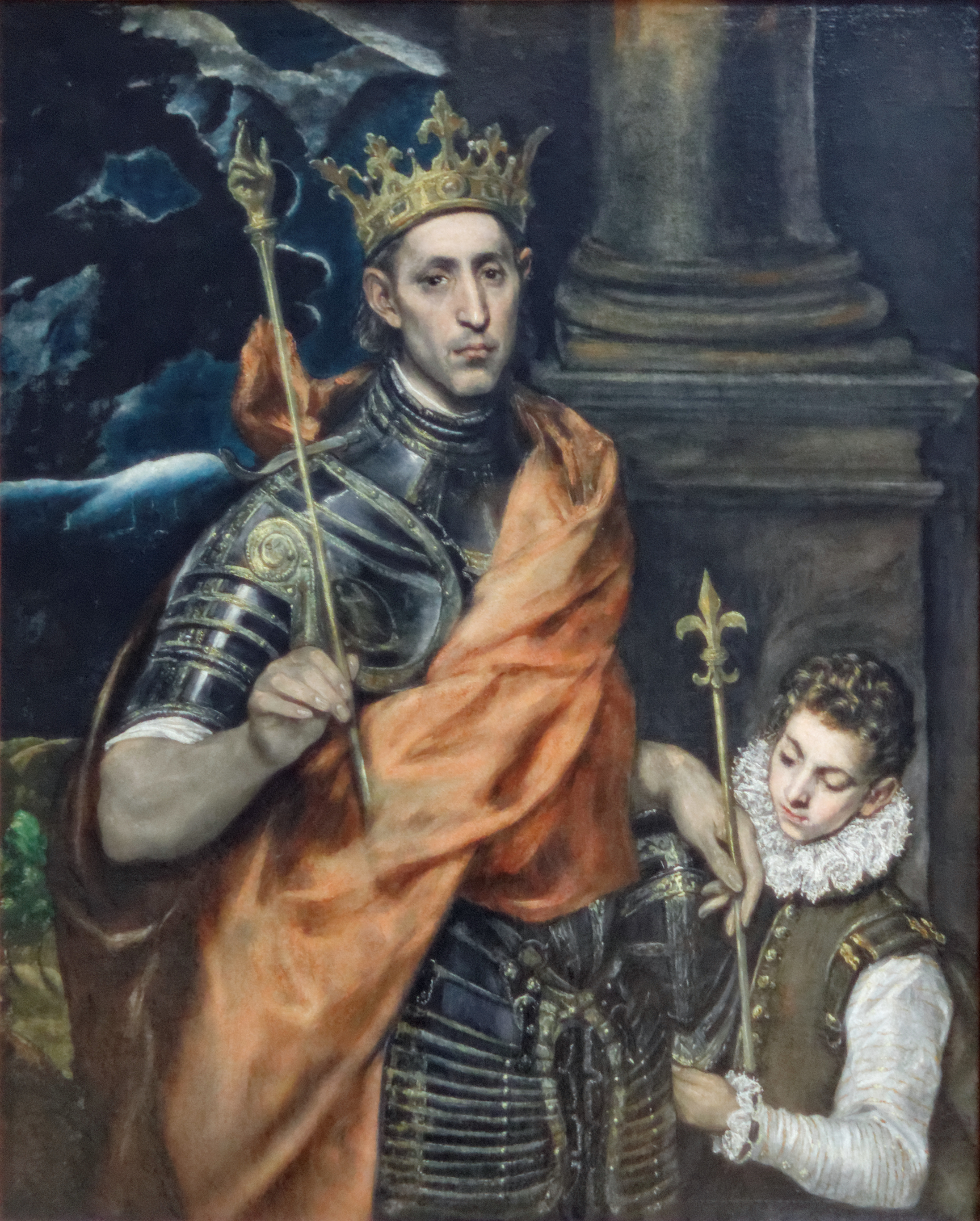
لويس التاسع قائد الحملة الصليبية السابعة

بعد وفاة السلطان الناصر صلاح الدين الأيوبي في عام (589هـ/1193م) بقيت بعض مدن الساحل الشامي خاضعة لسيطرة الصليبيين. وكانت طرابلس آخر مدنِ الشام الكبرى التي تم الاستيلاء عليها من قِبَلِهِم، بل وأصبحت في عهدهم مقرَّ إمارةٍ كبرى ضمن أربع إمارات صليبية تم تأسيسها في بلاد الشام.وفي الوقت الذي كانت الدولة الأيوبية تحتاج فيه إلى تجميع القوى ضد الصليبيين؛ نشب خلاف أيوبي على النفوذ بين أولاد صلاح الدين وعمهم العادل سيف الدين أحمد، ومن ثم خلاف أبناء العادل: الأشرف موسى والمعظم عيسى والكامل ناصر الدين محمد. وما إن توفي العادل حتى شن الصليبيون ثلاث حملات متتالية على مصر وبلاد الشام. تنازل على إثرها الكامل محمد طواعية عن بيت المقدس للملك فريدريك الثاني في عام (626هـ/1229م). كما اختلف الأشرف موسى مع المعظم عيسى على حدود النفوذ في الشام والجزيرة؛ واحتدت الخلافات بينهما حتى وصلت إلى طريق سقوط الدولة الأيوبية. خلال هذه الفترة التي شهدت ضعف وتشرذم الأيوبيين صعدت قوة المغول واجتاحت بلاد المشرق الإسلامي. فاستغل لويس التاسع ملك فرنسا الوضع؛ وقام بشن حملة صليبية جديدة عُرفت في التاريخ باسم الحملة الصليبية السابعة.
كانت الحملة الصليبية السابعة آخر الحملات الصليبية الكبيرة على مصر، بزغ خلالها نجم المماليك حيث هُزِمَ المَغُولُ على أيديهم وسقطت في عهدهم آخرُ المَعاقِل الصَّليبية.

### في عهد الظاهر بيبرس

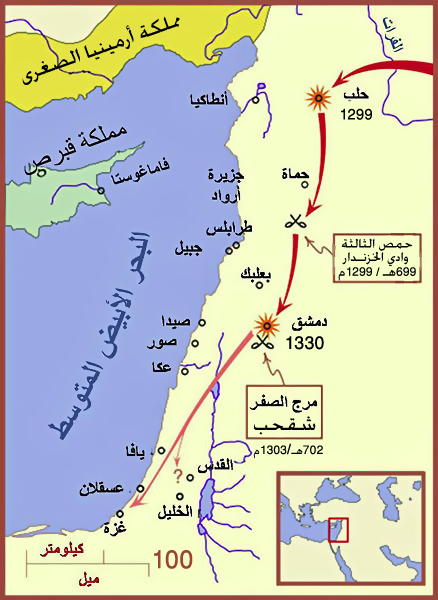
خريطة تُوضح غزوات المغول للشَّام وأماكنها. تُشير الأسهم إلى مسير المغول من العراق إلى حلب ثُمَّ حماة فدمشق وبعلبك، ثُمَّ بيت المقدس وغزَّة على حُدود الديار المصريَّة، حيثُ أرسل هولاكو إلى سيف الدين قُطُز يتوعَّده بِالقتل وتدمير البلاد إن لم يخضع لهُ ومن بقي من أُمراء المُسلمين، وهي الحادثة التي أشعلت نار الحرب بين المماليك والمغول.

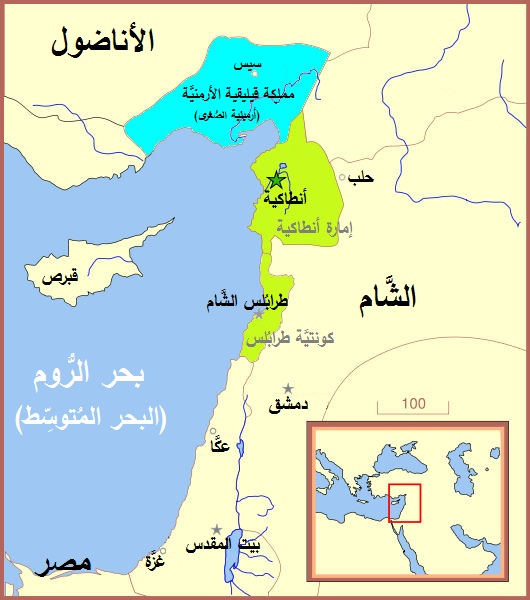
خريطة تُظهر موقع إمارتيّ طرابُلس وأنطاكية ومملكة قبرص التي كانت عرضة لِهجمات المُسلمين بِقيادة الظاهر بيبرس، في سبيل استرجاعها من الصليبيين.

## طرابلس في عهد الدولة المملوكية

### المنصور سيف الدين قلاوون
بعد وفاة الظاهر بيبرس سنة (676هـ=1278م) خلفه على الحكم اثنان من أولاده هما: السعيد ناصر الدين محمد، والعادل بدر الدين سلامش، أما السعيد ناصر الدين محمد فقد فشل فشلا ذريعا في القيام بأعباء الحكم لخِفَّتِه واشتغاله باللَّهو والسُّكر، فأجبره الأمراء على خلع نفسه من الحكم، وقد كان لقلاوون يد ظاهرة في هذا الخلع، إذ كان يتطلَّع إلى الحكم وهو جدير به، فراح يتحين الفرصة المناسبة حتى يَثِبَ على الحكم ويستئثر به لنفسه. فبعد أن صار وصيا على العادل سلامش، أمر بأن يخطب باسمه واسم سُلامش معاً في المساجد وبأن يُضرب اسمه مع اسمه على السكة.  وأمر بالقبض على أمراء الظاهرية حتى امتلأت السجون بهم. واستمال المماليك الصالحية وقربهم ووهبهم الإقطاعات، واستمر في العطاء والمنع، والقطع والوصل حتى أدرك  أن البلاد قد صارت في قبضته بالكامل؛ ثم جمع الأمراء والقضاة والأعيان في جبل القلعة وحدثهم في شأن سلامش وعن صغر سنه، وعدم أهليته للحكم، عارضا بذلك عليهم نفسه كسلطان مؤهل وجدير بالحكم:
| فتح طرابلس الشام (1289) | قد علمتم أن المملكة لا تقوم إلا برجل كامل | فتح طرابلس الشام (1289) |

فوافقه المجتمعون وبايعه الأمراء وأرباب الدولة، وتم خلع العادل سُلامش وإبعاده إلى الكرك، بعد أن ظل يحكم اسمياً لمدة مئة يوم. وتولَّى قلاوون الحكم في (رجب 678هـ = نوفمبر 1279م)، وتلقَّب بالملك المنصور.